# Forda kaussarii
Forda kaussarii är en insektsart. Forda kaussarii ingår i släktet Forda och familjen långrörsbladlöss. Inga underarter finns listade i Catalogue of Life.